# Kościół Podwyższenia Krzyża Świętego w Ostrowcu Świętokrzyskim
Kościół Podwyższenia Krzyża Świętego w Ostrowcu Świętokrzyskim – rzymskokatolicki kościół parafialny należący do parafii pod tym samym wezwaniem (dekanat Ostrowiec Świętokrzyski diecezji sandomierskiej). Świątynia znajduje się na ostrowieckim osiedlu Gutwin.
Jest to świątynia wzniesiona w latach 1980–1981. Wybudowana została bez zezwolenia władz państwowych, czyli jednocześnie bez planu, i tylko według pomysłu księdza Mariana Sulimy i parafian. W listopadzie 1980 roku rozpoczęto prace przy fundamentach przyszłego kościoła, natomiast w kwietniu 1981 roku zostały wzniesione ściany i dach. Pierwsza msza święta w tej świątyni została odprawiona w uroczystość Zmartwychwstania Pańskiego (rezurekcja) w dniu 19 kwietnia 1981 roku. Uroczyście kościół został poświęcony przez biskupa Stanisława Sygneta 14 września 1983 roku. Świątynia została zbudowana potajemnie jako dobudówka do kupionego wcześniej domu mieszkalnego, będącego obecnie zapleczem i plebanią. Fronton świątyni pierwotnie był ozdobiony masywnym portykiem podpartym trzema arkadami, obecnie przebudowanym na dużych rozmiarów kruchtę z półkoliście zamkniętym wejściem i pięcioma półkolistymi oknami. Jednonawowe wnętrze kościoła jest proste, oświetlone prostokątnymi oknami i nakryte drewnianym stropem na dźwigarach. W prezbiterium jest umieszczony obraz Ostatniej Wieczerzy.